# جون وايت (سياسي أمريكي، مواليد 1959)
جون وايت (بالإنجليزية: John White)‏ هو سياسي أمريكي، ولد في 7 أبريل 1959 في دايتون في الولايات المتحدة. نشط حزبياً في الحزب الجمهوري. وقد انتخب عضو مجلس نواب أوهايو (3 يناير 2001 – 31 ديسمبر 2008).